# Ryugyŏng-Hotel
Das Ryugyŏng-Hotel (류경호텔 Ryugyŏng Hot’el) ist ein unvollendeter 330 Meter hoher Wolkenkratzer in der nordkoreanischen Hauptstadt Pjöngjang. Das Gebäude wurde für eine gemischte Nutzung, inklusive Hotel, geplant.
Der Bau begann im Jahr 1987, wurde aber im Zuge der Auflösung der Sowjetunion und der folgenden nordkoreanischen Wirtschaftskrise 1992 wieder eingestellt. Bis im Jahr 2008 die Arbeiten an der Außenfassade wieder aufgenommen wurden, befand sich das Gebäude im Rohbau, ohne Fenster und Inneneinrichtung. Die Fassade wurde 2011 fertiggestellt, im Jahr 2018 wurden an einer Seite LED-Streifen angebracht, auf denen seitdem Propagandaanimationen und Filmszenen gezeigt werden. Nach wie vor ist das Gebäude nicht begehbar und eine Eröffnung steht nicht fest.
Der Name Ryugyŏng (»Stadt der Weiden«) ist ebenfalls ein historischer Name der Stadt Pjöngjang.

## Architektur
Der Wolkenkratzer von 330 m Höhe besteht aus drei schrägen Flügeln, die im Winkel von 75 Grad ansteigen und an der Spitze zusammenkommen. Dadurch hat das Gebäude von weitem die Form einer Pyramide. Der Grundriss entspricht einem gleichschenkligen Ypsilon. Jeder Flügel weist eine Länge von 100 m und eine Breite von 18 m auf. Gekrönt wird das Ganze von einem Kegelstumpf aus acht rotierenden Stockwerken, auf dem ein Kegel aus sechs nicht-rotierenden Stockwerken thront.
Die Fassaden bestehen aus verspiegeltem Glas. Die Aufzüge führen an den Enden der drei Außenflügel nach oben. An der Spitze des Bauwerks waren fünf Drehrestaurants geplant. Das Hotel sollte aus 3000 Zimmern bestehen, die sich über 105 Etagen verteilt hätten. Außerdem waren Casinos, Nachtclubs und Lounges geplant.

## Baugeschichte
Mit dem Bau des Wolkenkratzers wurde 1987 begonnen. Die Eröffnung war ursprünglich für Juni 1989 zum Beginn der 13. Weltfestspiele der Jugend und Studenten in Pjöngjang vorgesehen. Dieser Termin konnte jedoch aufgrund von Material- und Konstruktionsproblemen nicht eingehalten werden. Als die Bauarbeiten 1992 abgebrochen wurden, war bis dahin lediglich das Stahlbetongerüst in seiner vollständigen Höhe fertiggestellt. Über die wirklichen Gründe für den Stopp bzw. eine eventuelle Wiederaufnahme des Bauprojektes konnte bis 2008 nur spekuliert werden, da die nordkoreanischen Behörden die von weitem sichtbare Bauruine totschwiegen. Auch die offiziellen Stadtpläne und Karten wiesen die Position des Hotels nicht aus.
Im Mai 2008 berichtete ein südkoreanischer Politiker, dass Nordkorea angeblich mit dem ägyptischen Mischkonzern Orascom Group, dessen Mobilfunktochter Orascom Telecom das geplante nordkoreanische Mobilfunknetz betreiben soll, einen Weiterbau vereinbart habe. Orascom bestätigte, dass eine „Verschönerung“ des Gebäudes als Teil eines 400-Millionen-US-Dollar-Geschäfts vereinbart wurde. Darüber hinaus sicherte sich Orascom für 100 Jahre die exklusiven Nutzungsrechte für das Ryugyŏng.
2008 gaben nordkoreanische Behörden bekannt, dass das Hotel zum 100. Geburtstag des Staatsgründers Nordkoreas, Kim Il-sung (1912–1994), fertiggestellt sein solle. Dabei sollte das Ryugyŏng-Hotel mit einem rotierenden Restaurant, Hotelzimmern, Wohnungen und Geschäftsräumen eine gemischte Nutzung erfahren. Anfang 2009 wurde mit der Montage von Fassadenelementen begonnen, zudem kündigte Orascom für 2010 den Beginn des Innenausbaus an, der mindestens zwei Jahre andauern sollte.
Ende 2012 gab die Kempinski-Hotelkette an, ab Juli oder August 2013 in den obersten Stockwerken ein Hotel mit 150 Zimmern betreiben zu wollen, legte diese Pläne aber im März 2013 wieder auf Eis. Weder durch Kempinski noch durch seine chinesischen Partner sei es zum Vertragsabschluss gekommen, da der Markteintritt in Nordkorea zurzeit nicht möglich sei.
Seit 2018 illuminiert die mit LED-Pixeln bestückte Fassade weithin sichtbar die Silhouette der Stadt.
Ende Juli 2024 wurde berichtet, dass ein ausländischer Investor gesucht wird, um ein Casino im Hotelgebäude zu betreiben. Bedingung dafür sei, dass der Betreiber den Innenausbau des Gebäudes übernimmt. Die Regierung plant mit dieser Maßnahme, den Tourismus anzukurbeln, was von Kim Jong-un beauftragt worden sein soll. Die Behörden hoffen, an den Erfolg des Yanggakdo International Hotels anzuknüpfen, das über ein nur für Ausländer zugängliches Casino verfügt.

## Rekorde
Das Ryugyŏng-Hotel, dessen offizielle Höhe zuerst mit 300 Metern, später mit 330 Metern angegeben wurde, war das seinerzeit höchste als Hotel geplante Gebäude der Welt und hätte das Swissôtel The Stamford in Singapur (226 m) als bisherigen Rekordhalter um die Hälfte übertroffen. Mittlerweile wurde das Ryugyŏng-Hotel vom 2010 eröffneten Rose Tower in Dubai überboten, das bis 2012 diesen Titel behielt. Zurzeit wäre das Ryugyŏng-Hotel das sechsthöchste Hotel der Welt (Stand: April 2019).
Das Gebäude ist nach dem Lotte World Tower das zweithöchste der gesamten koreanischen Halbinsel. Mit der Beendigung des Rohbaus war es der siebthöchste Wolkenkratzer der Welt und das erste Bauwerk außerhalb New Yorks und Chicagos mit mehr als 100 Etagen.

## Bilder

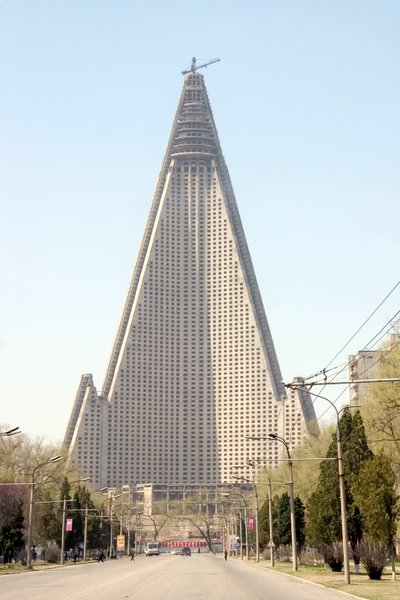
Gebäude 2005
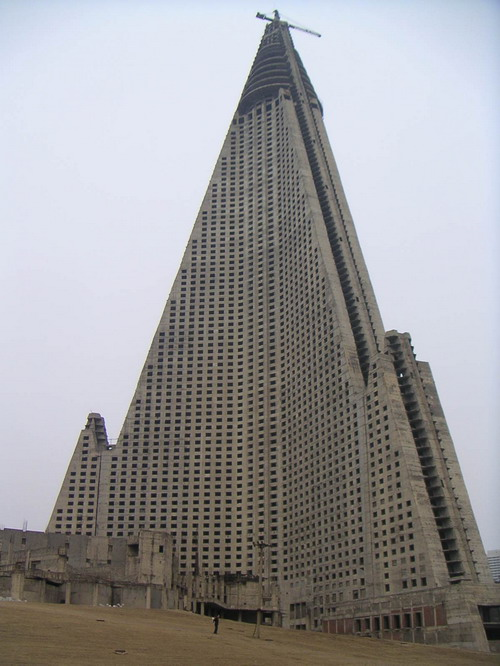
Gebäude 2007
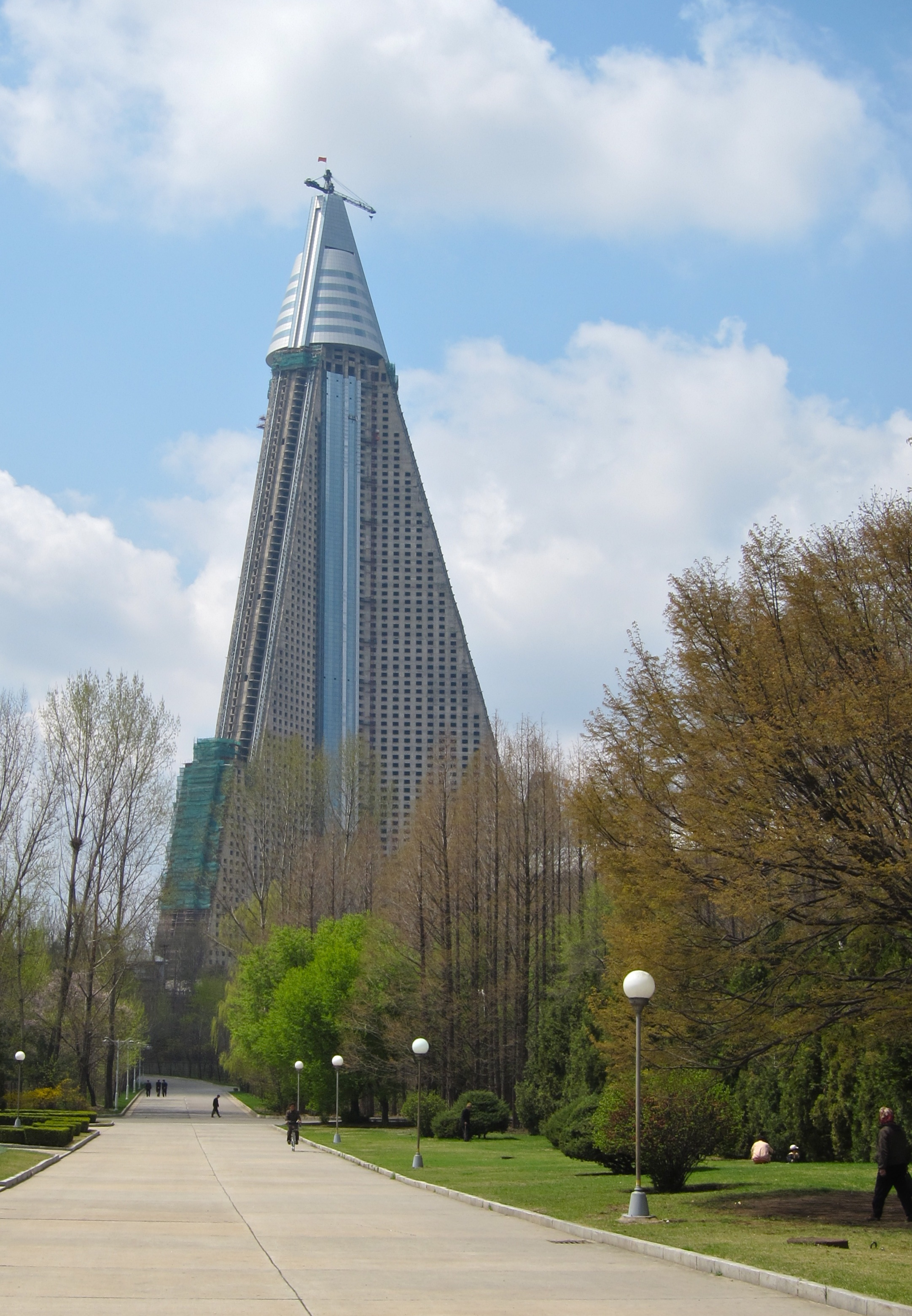
Gebäude 2010
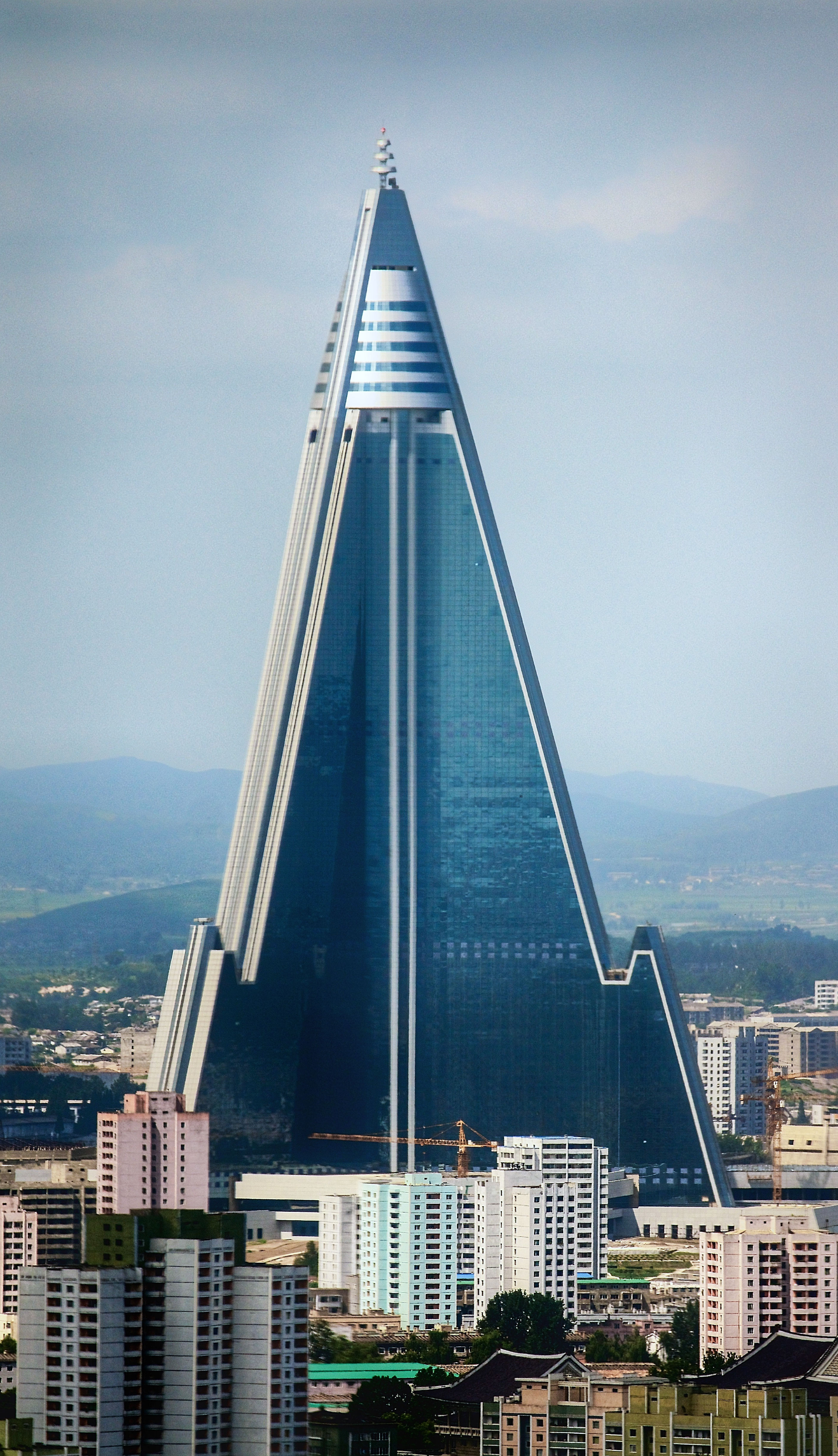
Gebäude 2011
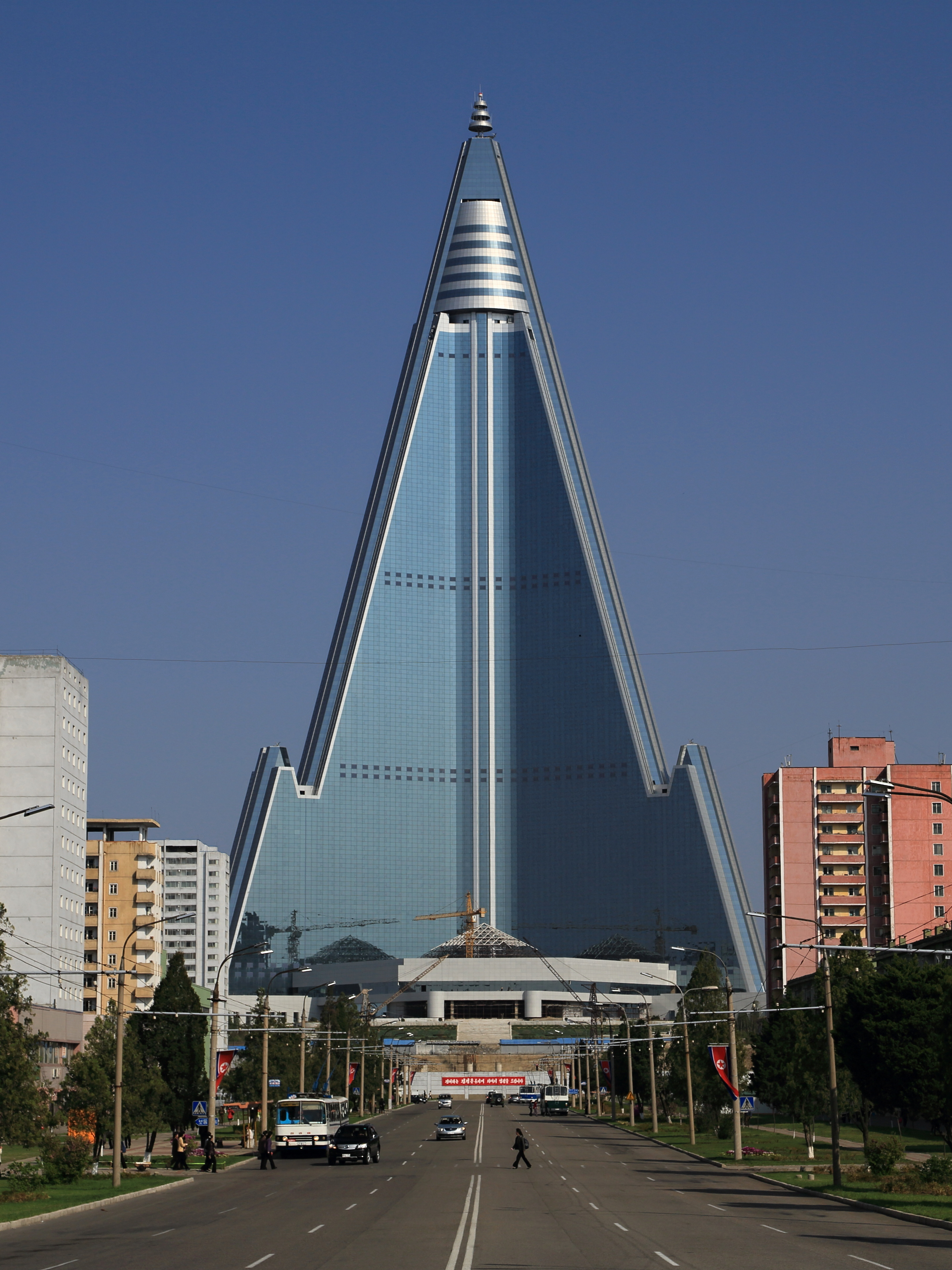
Gebäude 2012
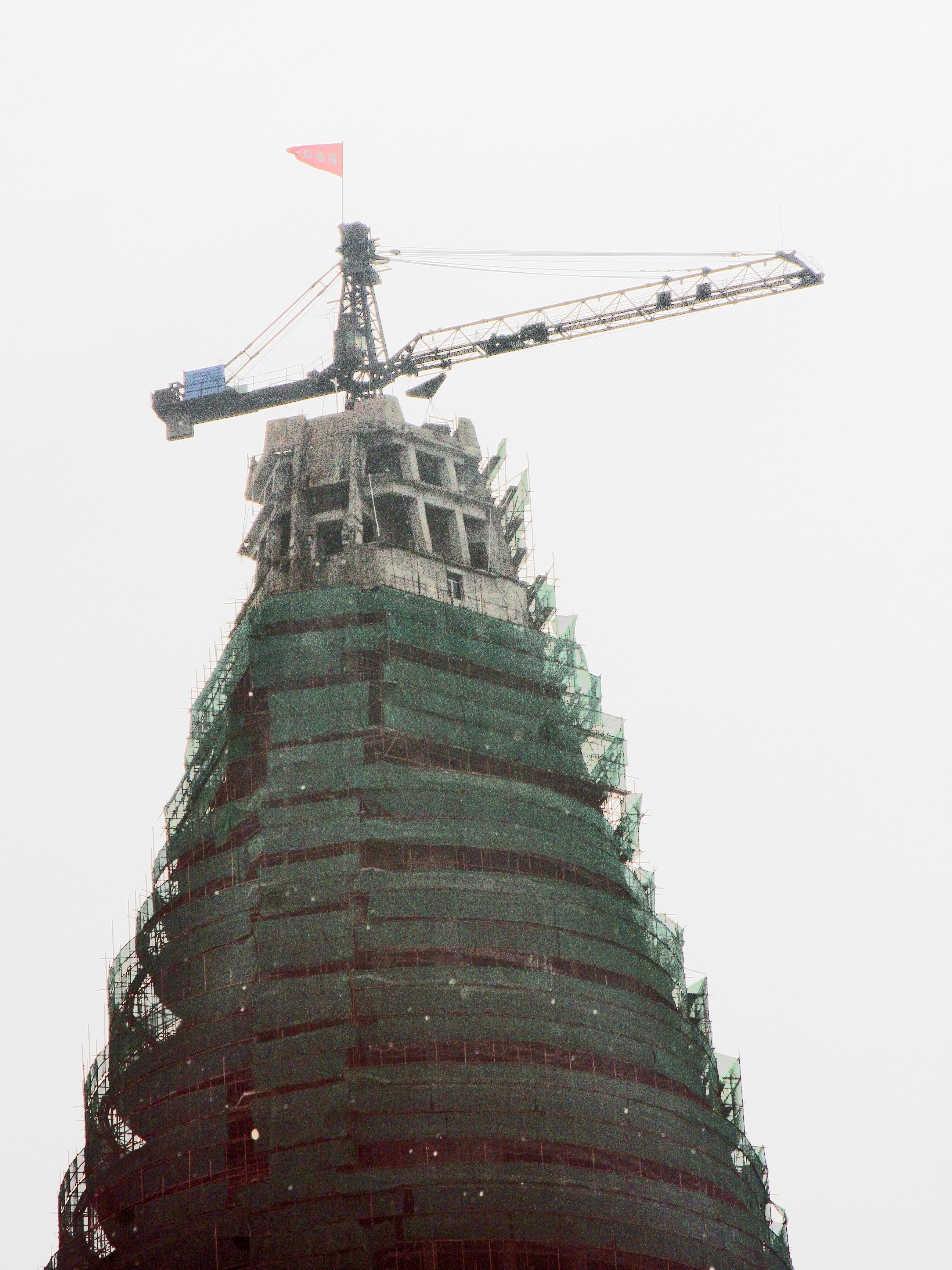
Konstruktionskran, der nach dem Baustopp 1992 über Jahrzehnte auf dem Gebäude verblieb.
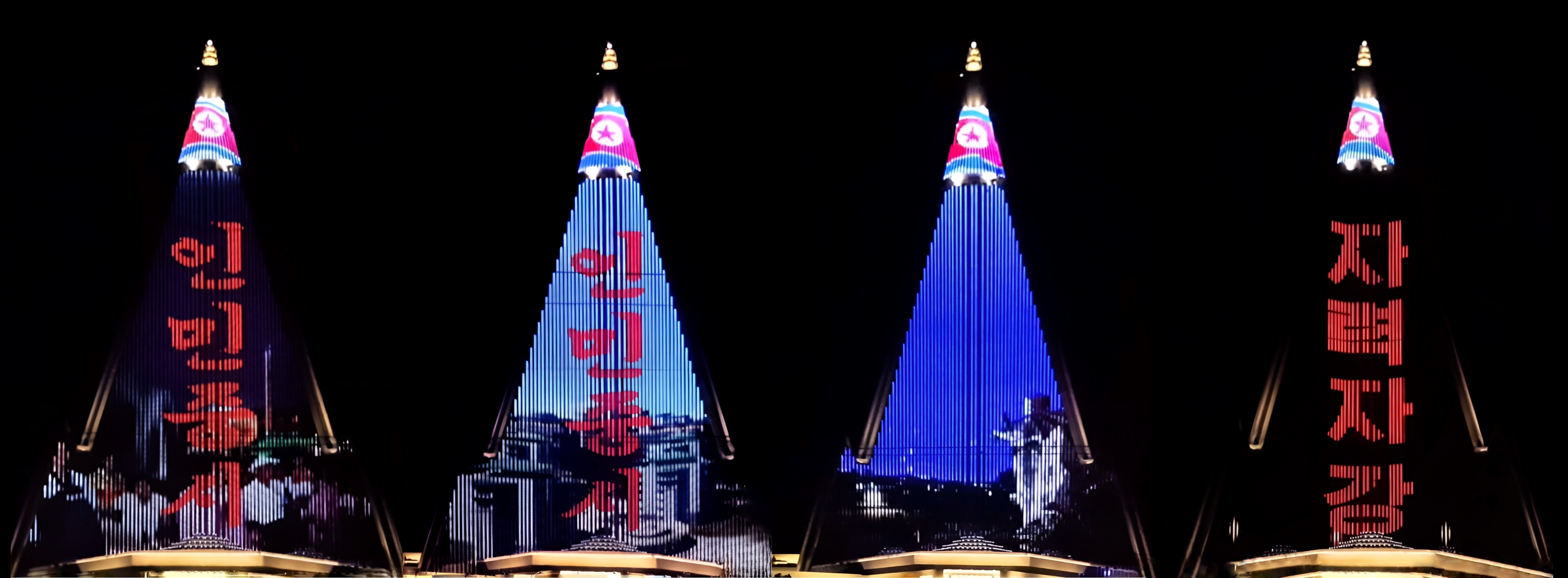
Lichtschau an der Fassade